# NHL 08
NHL 08 est un jeu vidéo de hockey sur glace sorti le 11 septembre 2007 sur Xbox 360, Playstation 3, PlayStation 2 et PC. Le jeu a été dévéloppé par EA Canada pour les versions sur Xbox 360 et PS3 et par HB Studios pour les versions sur PS2 et PC. Il est édité par EA Sports.
Eric Staal des Hurricanes de la Caroline figure principalement sur la pochette de jeu. Teemu Selänne figure sur la pochette de jeu en Finlande, Henrik Zetterberg en Suède, Jaromír Jágr en République Tchèque alors que Mark Streit est présent sur la couverture en Suisse.

## Accueil
- Jeuxvideo.com : 16/20 (X360/PS3)[1] - 13/20 (PC/PS2)[2]